# Wolmido Sports Club
Maillots
Actualités
Le Wŏlmido Sports Club, aussi connu sous le nom de Wŏlmido Sports Team (en hangul: 월미도 체육 단, et en hanja: 月 尾 島 體育 團), est un club nord-coréen de football basé dans la ville de Kimch'eak.

## Personnalités du club

### Entraîneurs du club
- Kim Tong-il

### Joueurs emblématiques
- Pak Kwang-ryong
- Jang Myong-il
- Ri Kum-chol